# Друг Ђаво
„Друг Ђаво” је југословенски кратки ТВ филм из 1980. године. Режирао га је Сава Трифковић а сценарио је написао Предраг Чудић.

## Улоге
| Глумац                 | Улога |
| ---------------------- | ----- |
| Бранислав Цига Јеринић |       |